# Ancistrosyllis jonesi
Ancistrosyllis jonesi är en ringmaskart som beskrevs av Pettibone 1966. Ancistrosyllis jonesi ingår i släktet Ancistrosyllis och familjen Pilargidae. Inga underarter finns listade i Catalogue of Life.